# 月料
月料（げつりょう）とは、広義には毎月の支給・支出物（特定の物品とは限らない）一般を指すが、狭義には律令制下において皇親・京官に毎月支給された食料（主食＝米・副食・調味料）をいう。

## 概要
『延喜式』によれば、毎月10日に在京の各官司が太政官に対して翌月分の必要量を申請し、17日に太政官は宮内省に対して太政官符の形で支給を指示、25日に主食（米）は大炊寮、副食・調味料は大膳職から支給された（大炊寮・大膳職はともに宮内省管轄）。米については年料舂米、副食・調味料については調などが財源に充てられた。
日本における月料の初期の状況については不明な点が多く、また追加手当に相当するものとして劇官（繁忙な官職）には別途に要劇料（銅銭）・番上粮（米）が別途支給されていたことが知られているが、大同4年（809年）に行われた改革で要劇料・番上粮の追加手当としての性格は剥奪され、月料・要劇料・番上粮のいずれかを米で支給することになった。このため、以後3者を合わせて月粮という呼び方も行われることになった。
だが、9世紀後半になると年料舂米の未進が問題となり、元慶5年（881年）に先に設定された元慶官田の一部を分割して要劇田（諸司田）を新たに設定、その収益をもって各官司の月料の財源に充てることとした。